# Livia Azzariti
Livia Azzariti (Roma, 16 de agosto de 1954) es una médica, presentadora, periodista, anestesista y divulgadora italiana. 

## Biografía
Estudió en la Universidad de Roma La Sapienza,tras recibirse de médica se especializó en anestesiología. 
Durante varios años fue presentadora y colaboradora en columnas médicas en la RAI. Participó del programa Listo ¿Quién juega? (Pronto, chi gioca?) desde 1985 al 1987 y hasta 1988 fue presentadora habitual junto a Piero Badaloni del programa Una Mañana (Unomatina). 
También fue presentadora de cinco ediciones consecutivas desde 1991 al 1995, del maratón televisivo benéfico Teletón de Italia.
Azzariti también participó de la película "Christmas in Love de Neri Parenti" de 2004.

### Televisión
- 1985 - 1987, Listo ¿Quién juega?
- 1987 - 1988, Una mañana.
- 1991 - 1995, Teletón.